# Cephaloleia instabilis
Cephaloleia instabilis es un coleóptero de la familia Chrysomelidae.
Fue descrita científicamente en 1885 por Baly.